# Koramsjar
Koramsjar, ook gespeld als Koramshar (Perzisch: خرمشهر) is een stad in het westen van Iran. De stad bevindt zich aan de grensrivier Sjatt al-Arab. De stad ligt in de provincie Khūzestān en heeft 130.000 inwoners (2011).
Koramsjar was tot aan de Irak-Iranoorlog (1980-1988) een belangrijke havenstad, die via de Sjatt al-Arab in verbinding stond met de Perzische Golf. Uit Koramsjar werd veel aardolie verscheept. Tijdens de verovering door Irak in 1980 en de herovering door Iran in 1982 werd de stad vrijwel volledig verwoest.